# Цитрат лития
Цитрат лития (Li3C6H5O7) — литиевая соль лимонной кислоты. Применяется в качестве стабилизатора настроения при лечении маниакальных состояний и биполярных расстройств.
Цитрат лития до 1948 года входил в состав известного напитка 7 Up, который изначально назывался «Bib-Label Lithiated Lemon-Lime Soda». Этот напиток был запатентован как средство для борьбы с похмельем.
Описана возможность применения цитрата лития в качестве средства борьбы с болезнью Кэнэвэн.